# 积云
积云（符号：Cu）常在晴天出现，通常具有如同棉花的形状。云顶部常呈现菜花状或是圆弧状，云底基本为水平状，多垂直向上发展。云内部的凝结核密度较高，当挡在阳光前能明显看出明暗差距。其拉丁语名称Cumulus意为“堆积”。
积云往往是出现积雨云等许多其他云形的前兆，这取决于大气稳定程度、湿度和温度梯度等各种气象因素。通常积云不会带来降水，但它们通常可以生长为降水性的浓积云或是积雨云。积云可以由水蒸气、过冷的水珠或是冰晶构成，受环境的温度所影响。积云与积雨云同属于对流云的一种。
积云是由于空气对流上升，到空中因为绝热冷却，上升的热气团突然冷却，空中干燥空气的温度每上升100米平均降低1°C ，而露点每上升100米会降低0.15°C，当空气温度达到露点时，其中的水蒸汽凝结成水滴，形成云团，云团的大小取决于当地温度和气压的状况，一般发生积云都是在晴天状态，但当积云顶部超过大气的冰点层时，也会发生降水，降水造成小陣雨或雪，取决于地面的温度状态。在有风的天气，可能形成直线排列的积云，山区地形也会影响积云的排列状态。积云产生的高度取决于热空气团的湿度，湿度高产生的积云比较低 ，在温带，一般积云低部处于2,400米高度，在干旱的山区，可以达到6,000米高。
积云可能形成线状，延伸超过480km长，称作云街。云街可能覆盖大片区域且断断续续地排列。云街是风切变引起大气内的水平循环时形成的，通常在高气压下形成，比如在冷锋过后。
滑翔机驾驶员因为需要借助上升气流，经常关注积云的产生。

## 分类

### 种
- 碎积云（Cumulus fractus, Cu fra）
- 淡积云（Cumulus humilis, Cu hum）
- 中积云（Cumulus mediocris, Cu med）
- 浓积云（Cumulus congestus, Cu con[a]）

### 变种
- 辐辏状积云（Cumulus radiatus, Cu ra）

### 补充特征与附属形态
- 幞状积云（Cumulus pileus, Cu pil）
- 缟状积云（Cumulus velum, Cu vel）
- 幡状积云（Cumulus virga, Cu vir）
- 降水性积云（Cumulus praecipitatio, Cu pra）
- 弧状积云（Cumulus arcus, Cu arc）
- 破片状积云（Cumulus pannus, Cu pan）
- 管状积云（Cumulus tuba, Cu tub）
- 波浪状积云（Cumulus fluctus, Cu flu）

## 图集

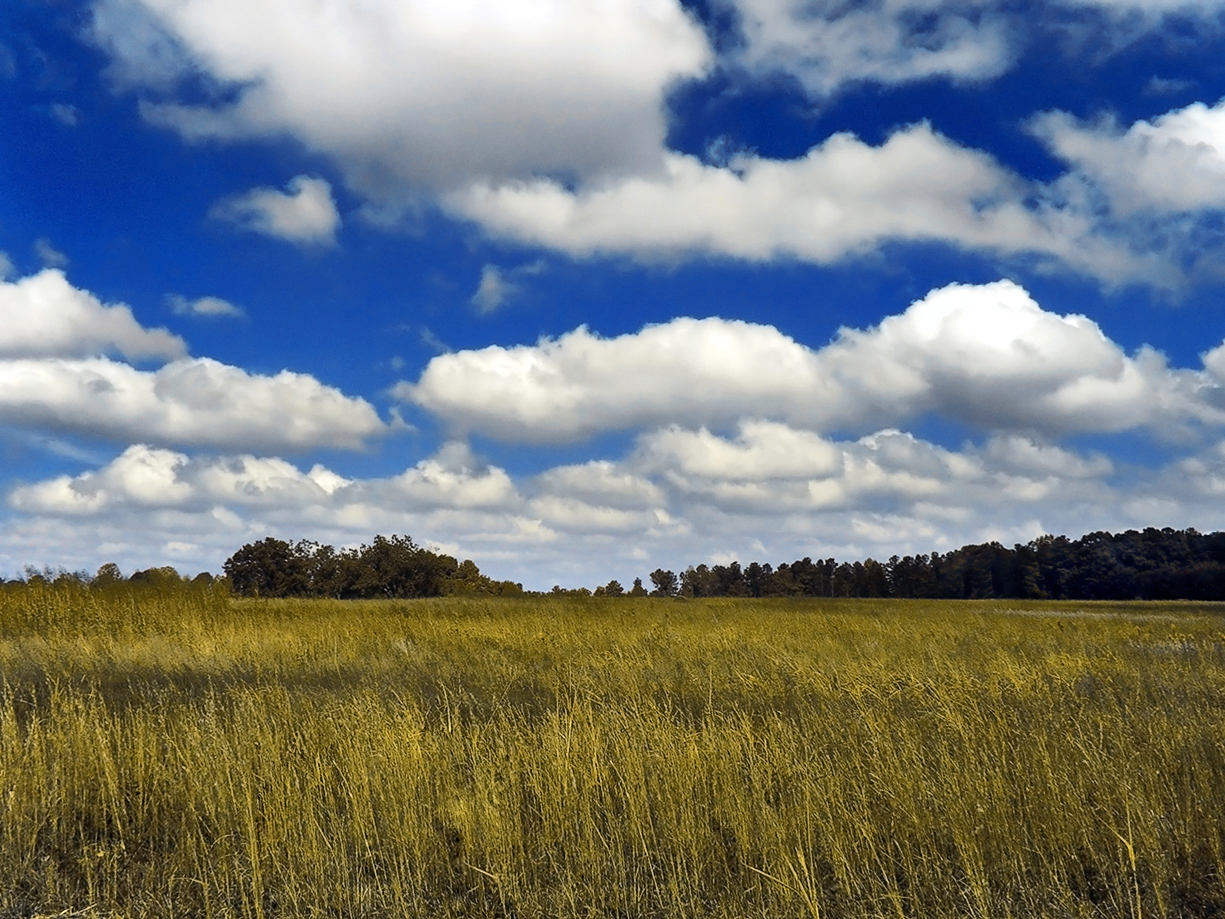
积云群
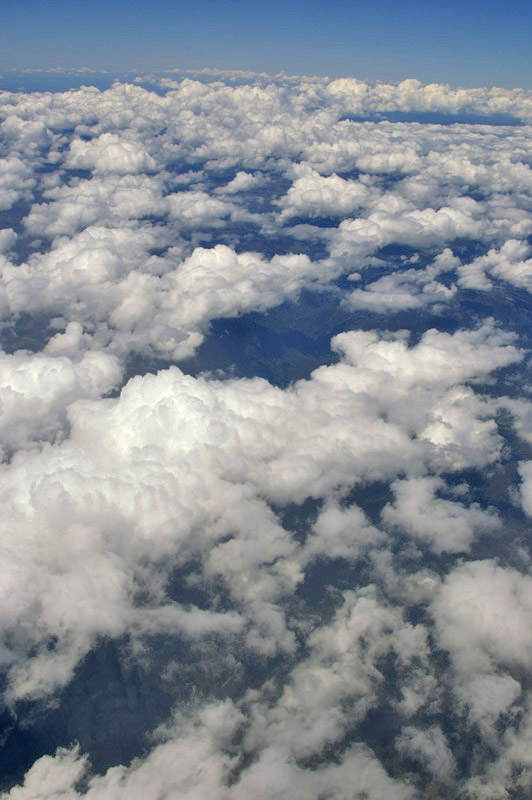
从上面看中积云
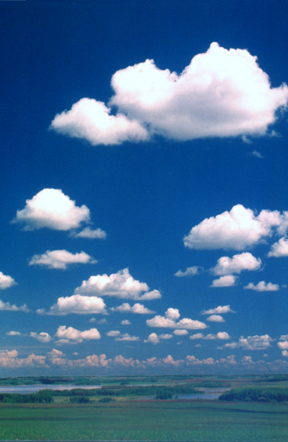
小规模的积云群
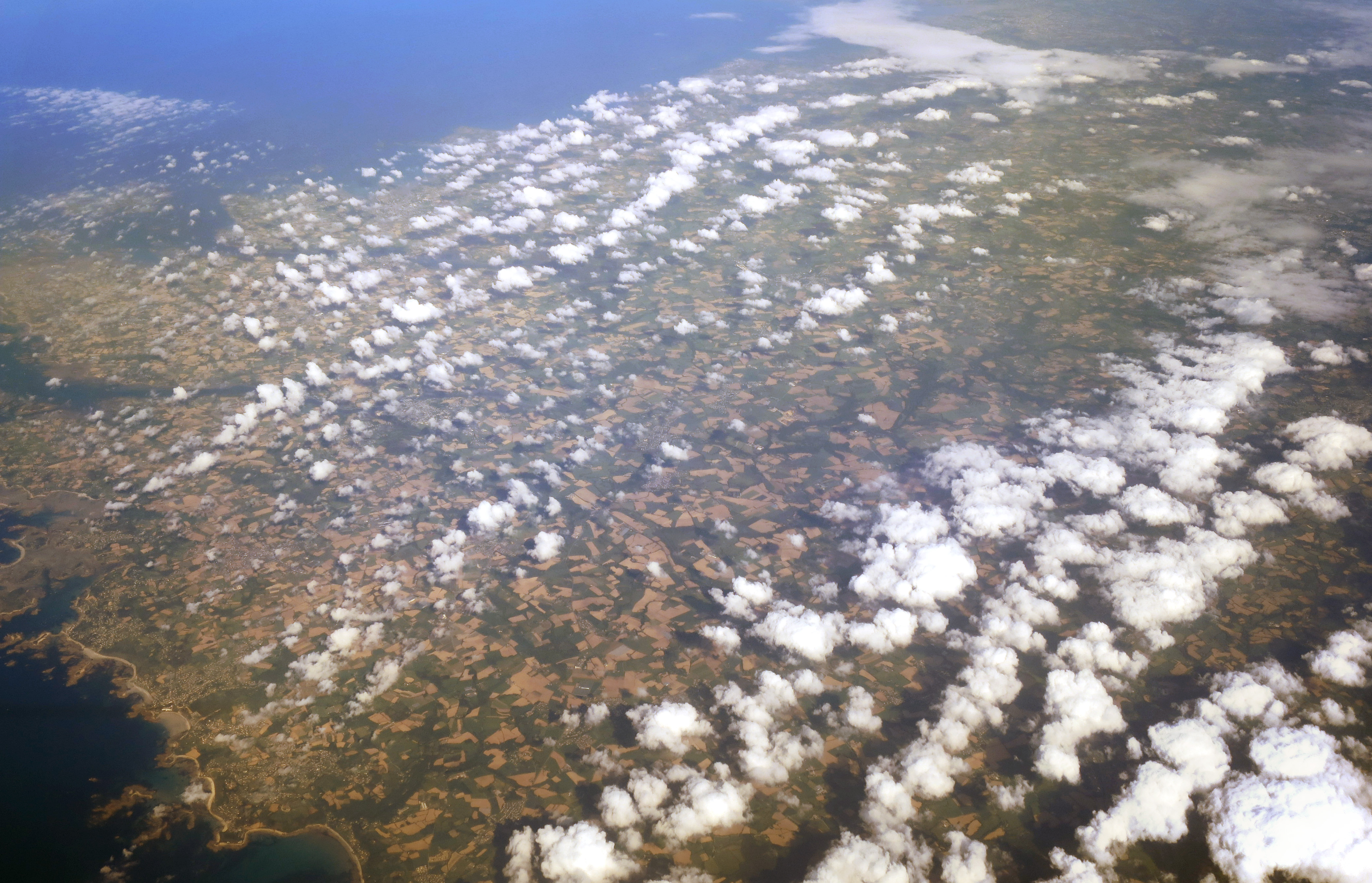
布列塔尼上空的云街